# Антигомосексуальна діяльність
Антигомосексуа́льна дія́льність (англ. Anti-Gay Activity) — різні форми суспільно-політичної діяльності (заяви, поведінка, акції, державні заходи), заснована на вираженні негативного ставлення до гомосексуальності і яка ведеться з метою поширення ідеології, що базується на антигомосексуальних установках, а також на засудженні представників сексуальних меншин.
Організатори та учасники подібних заходів можуть бути учасниками антигомосексуального руху і розділяти антигомосексуальну ідеологію, яка розглядає гомосексуальність як гріх, хворобу, небезпечну для суспільства девіацію, статеву розбещеність. У своїх крайніх проявах антигомосексуальності ідеологія розцінює одностатеві відносини як дегенеративну або злочинну поведінку.
У деяких країнах світу, де одностатеві стосунки більше не є складом злочину, пропаганда гомофобії заборонена законом. В інших, переважно мусульманських країнах, антигомосексуальна позиція (аж до кримінального переслідування і страти) закріплена законодавчо на державному рівні.
Прояви антигомосексуальної діяльності часто визначають поняттям «Пропаганда гомофобії», або «гомофобна пропаганда». Термін «Пропаганда гомофобії» (англ. homophobic propaganda) був використаний істориком Стефаном Мічлером (Stefan Micheler) в роботі «Пропаганда гомофобії і осуд одностатево пристрасних-чоловіків в ідеології нацизму» (Homophobic Propaganda and the Denunciation of Same-Sex-Desiring Men under National Socialism), а також в інших роботах на цю тему і набув широкого вжитку в середовищі ЛГБТ-руху, правозахисників і в засобах масової інформації.

## Антигомосексуальна державна політика

### СРСР
В 1920-ті роки можливості для відкритого обговорення теми гомосексуальності, що були в Російській Імперії на початку XX століття, різко обмежилися. Так, наприклад, заступник голови ОГПУ Генріх Ягода пов'язував існування гомосексуальних спільнот з контрреволюцією і шпигунством. У своїй доповідній записці Сталіну восени 1933 року він писав про арешт членів угруповань, які займалися «створенням мережі салонів, вогнищ, притонів, груп та інших організованих формувань „педерастів“ з подальшим перетворенням цих об'єднань в прямі шпигунські осередки». У грудні 1933 року у черговому листі Сталіну Ягода стверджує: «педерасти займалися вербуванням і розбещенням абсолютно здорової молоді, червоноармійців, червонофлотців та окремих вишівців. Закону, за яким можна було б переслідувати педерастів в кримінальному порядку, у нас немає. Гадав би необхідним видати відповідний закон про кримінальну відповідальність за педерастію».
7 березня 1934 року набирає чинності закон, згідно з яким содомія кваліфікується як кримінальний злочин в усіх республіках СРСР. Стаття № 121 Кримінального кодексу РРФСР передбачала покарання за добровільні сексуальні відносини між чоловіками у вигляді позбавлення волі на строк до п'яти років. Жінки згідно з цим законом не переслідувалися.
Одночасно з цим в радянській пресі була розгорнута суспільно-політична кампанія проти гомосексуальності. Так, Максим Горький на перших шпальтах газет «Правда» і «Известия» 23 травня 1934 року називає «гомосексуальність» «соціально злочинним і караним» і говорить, що «вже склалася саркастична приказка: „Необхідно знищити гомосексуальність — фашизм зникне!“».
У січні 1936 року нарком юстиції Микола Криленко заявляє, що «гомосексуальність — продукт морального розкладання експлуататорських класів, які не знають, що робити». У доповіді наркома доцільність кримінального переслідування за мужолозтво обґрунтовувалася із залученням риторичних прийомів гетеросексизму: «У нашому середовищі, пан хороший, тобі не місце. У нашому середовищі, середовищі трудящих, які стоять на точці зору „нормальних“ відносин між статями, які будують своє суспільство на здорових принципах, нам паненків цього роду не треба». Пізніше юристи та медики в СРСР міркували про гомосексуальність як про прояв «морального розкладання буржуазії».
За оцінками історика з Канади Дена Хілі, всього за час дії статті № 121 кримінального покараннюязазналия понад 25 тисяч осіб:
|  | Загальне число вироків [в СРСР], відбите в доступних нам джерелах, за весь період кримінального переслідування за мужолозтво (1934-1993 гг.), коливається між 25 688 і 26 076 тисячами осіб. |

Челябінський лікар-сексолог Михайло Меєрович Бейлькін стверджує:
|  | …міф про злочинність одностатевого потягу отруйним кольором розцвів на радянському ґрунті. З його допомогою суспільству прищепили крайнє упередження проти сексуального інакомислення. Про те, що воно — спадщина тоталітарного минулого і ГУЛагу, свідчить зокрема той факт, що гомофобна термінологія в російській мові міцно спаяна з кримінальним жаргоном. |

Кримінальний кодекс України від 28.12.1960 містив визначення мужолозтва як «статеві зносини чоловіка з чоловіком, вчинене з застосуванням фізичного насильства, погрози або використанням безпорадного стану потерпілого».

### Нацистська Німеччина
Масштабні державні заходи щодо пропаганди нетерпимості до сексуальних меншин розгорнулися в 1930-х роках в нацистській Німеччині. Історик Ервін Хеберл в роботі «Свастика, рожевий трикутник і жовта зірка» пише: "14 травня 1928 року (тобто ще до 1933 року) від імені націонал-соціалістичної партії було заявлено, що «гомосексуали „послаблюють“ народ, що вони „вороги“ і „сексуальні дегенерати“, які жодним чином не сприяють „здоровому“ приплоду „здорової“ нації».
У своїй роботі «Пропаганда гомофобії і осуд чоловіків-гомосексуалів при націонал-соціалізмі» історик Стефан Мішлє стверджує, що політика нетерпимого ставлення до гомосексуальної поведінки в Третьому рейху носила послідовний і організований характер. Так, в 1933 році нацистський уряд припинив діяльність ЛГБТ-організацій, що базувалися в Берліні, і заборонило поширення берлінського видання для геїв і лесбійок під назвою «Бюлетень дружби» (нім. «Freundschaftblätter»), де публікувалися оголошення про знайомства. Подібні заходи привели до роз'єднання ЛГБТ-спільноти та розриву встановлених всередині нього зв'язків. У тому ж році було припинено функціонування багатьох барів і пивних, в яких зустрічалися гомосексуали (влітку 1936 року закрилися останні подібні бари в Гамбургу). Дозволи поліції транссексуалам на носіння одягу протилежної статі були відкликані. Спільне купання людей однієї статі без одягу на нудистських пляжах прирівнювалося до спроби гомосексуального контакту. Історик Стефан Мішлє стверджував, що мета подібної політики полягала в повному викоріненні всіх проявів гомосексуальності та відповідної інфраструктури з поля зору суспільства.
Одним з подальших кроків гомофобної політики нацистів стала жорсткість у 1935 році «параграфа 175» Кримінального кодексу, що передбачає тюремне ув'язнення за сексуальні контакти між чоловіками. Одностатеві стосунки між жінками кримінально не карали, але ставлення до них було вороже. Нацистський уряд після приходу до влади заснував особливий «рейхс-центр по боротьбі з „гомосексуальністю“ і абортами»: всі сили були кинуті на підвищення народжуваності будь-якими засобами. Незабаром виникла широка агентурна мережа з донощиків на «дегенератів». За сучасними підрахунками, число засуджених за гомосексуальність в Німеччині становило понад 50 тисяч осіб.
1937 року офіційна газета СС під назвою Das Schwarze Korps оголосила, що в результаті зусиль нацистів з ліквідації гомосексуалів з'ясувалося: менш як дві особи зі ста були «ненормальними» (ця оцінка могла бути значно занижена, через пропаганду). За твердженнями авторів статті, приблизно 40 тисяч німців у масштабах всієї країни були загрозою, особливо щодо вразливої молоді, тому до них пропонувалося ставитися як до «ворогів держави» і знищувати.

### США
У 1950-ті роки в США під час холодної війни розгорнувся так званий маккартизм — кампанія з усунення комуністів і шпигунів з державних органів і громадських організацій, названа сучасниками новим «полюванням на відьом». Кампанію очолив Джозеф Маккарті, сенатор від штату Вісконсин, голова сенатської комісії з розслідувань, і його помічник, Рой Кон. За свідченнями істориків, крім комуністів комісія займалася виявленням та звільненням гомосексуалів серед вищих чинів армії, уряду і Конгресу.
Історик Девід Джонсон у своїй книзі «Блакитна загроза» стверджує, що гомосексуали і комуністи розглядалися як схожі одна на одну підпільні субкультури зі своїми місцями явки, літературою, культурними нормами і зв'язками. Автор пише, що з точки зору американської громадськості обидві ці угруповання «вербували» до своїх лав психологічно слабких людей, тому вважалися «аморальними і безбожними», а своєю спільною метою ставили «повалення уряду». Американські таблоїди в 1950-ті роки висували іншу версію, що комуністи пропагували «сексуальні збочення» серед молоді США з метою послабити і «морально розкласти» країну, перешкоджаючи тим самим утворенню «традиційних сімей». Офіційна точка зору уряду свідчила, що гомосексуалів, що займають пости у владних структурах, можуть шантажувати комуністи, і тому гомосексуали були б змушені розкривати їм державні таємниці. Сам Маккарті вважав, що загроза, яка виходить від впроваджених в уряд комуністів, набагато серйозніша, ніж від гомосексуалів, тому передоручив «гомосексуальні» питання сенаторам Стайлз Бріджесу і Кеннету Уеррі (Kenneth Wherry). Згодом був створений спецкомітет, що протягом декількох місяців займався розслідуванням, однак йому не вдалося виявити ніяких фактів, що який-небудь гей або лесбійка в державних структурах коли-небудь зазнавали шантажу. Єдиний виявлений випадок за подібною підозрою стався ще до Першої світової війни: ним стала широко відома справа подвійного австрійського агента, полковника Альфреда Редля. Попри відсутність доказів, в остаточній резолюції спецкомітету стверджувалося, що гомосексуали є загрозою для національної безпеки, тому вони повинні були бути усунені з усіх державних служб.
Деякі дослідники вважають, що число переслідуваних людей за гомосексуальність перевищувало число тих, хто був звинувачений у причетності до комуністів. Зокрема, понад 300 акторам, сценаристам і режисерам, включеним в неофіційний «чорний список» Голлівуду, було відмовлено в роботі. Історики стверджують, що подібні списки існували на всіх рівнях індустрії розваг, в університетах, школах, в юриспруденції та інших сферах. За оцінкою Девіда Джонсона, принаймні кілька тисяч геїв і лесбійок втратили роботу в уряді за період маккартизму.
Через тридцять років після «полювання на відьом» з'ясувалося, що деякі члени комісії Маккарті були гомосексуалами, а Рой Кон в 1980-ті роки відкрито жив зі своїм партнером і помер від СНІДу в 1986 році.

## Гомофобія й законодавство
Кандидат філософських наук з Канади Джонатан Коен у своїй роботі «Більше цензури або менше дискримінації?» відзначає, що сексуальні меншини завжди боролися проти цензури і ставили своєю метою досягнення свободи самовираження. На думку Коена, з точки зору суспільства вони опиняються в двозначному становищі, коли роблять кроки до законодавчої заборони антигомосексуальної пропаганди. Автор вважає, що мета пропаганди ненависті полягає в обмеженні громадянських прав, тому з точки зору законодавства заборону подібної пропаганди доцільніше розглядати не як акт цензури, а як запобігання насильства і дискримінації, що завдають безпосередню шкоду меншинам у вигляді психологічної травми. Коен приходить до висновку, що регулювання пропаганди ненависті не повинно анулюватися існуванням доктрини свободи слова по аналогії з тим, як законодавче регулювання расової сегрегації не анулюється за тією ж доктриною. Також автор вважає, що законодавчий шлях боротьби з гомофобією необхідний, але недостатній, і що потрібні додаткові шляхи вирішення цієї проблеми.
Міркуючи про можливість обмеження свободи слова і про доцільність кримінального переслідування за пропаганду ненависті до сексуальних меншин, доктор права з Австралії Алеарді Дзангеліні (Aleardo Zanghellini) в одній зі своїх робіт також проводить паралель із законодавчим захистом представників національних меншин. Він переконаний, що дискримінаційні і стигматизуючі висловлювання, спрямовані з боку суспільства на представників меншин, створюють ставлення особливої субординації (підпорядкування). Автор стверджує, що подібного ставлення підпорядкування не виникає, коли висловлювання спрямовані в зворотну сторону, тобто від меншості до більшості, з причини домінування останньої. Автор особливо підкреслює, що обмеження свободи слова, на його думку, легітимно тільки в тому випадку, якщо воно перешкоджає виникненню дискримінаційної субординації між меншістю і більшістю.
9 лютого 2012 року ЄСПЛ виніс перший вердикт з питання законності судового переслідування за пропаганду гомофобії. Справа стосувалася оскарження засудження Верховним судом Швеції чотирьох чоловіків, які поширювали листівки гомофобного змісту в одній зі шкіл.
ЄСПЛ постановив, що судове переслідування людей, що поширюють такі образливі матеріали щодо сексуальних меншин, є не законним, і підкреслив, що подібна діяльність, що розпалює ненависть, не знаходиться під захистом права на свободу вираження, а дискримінація за ознакою сексуальної орієнтації є настільки ж серйозною, як і дискримінація за ознакою раси або етнічної приналежності.

### Україна
Україна поступово відмовляється від дискримінаційних законодавчих актів. На відміну від російського, українське законодавство не накладає обмежень на пропаганду гомосексуальності, хоча законопроєкти, покликані обмежити ведення такої пропаганди, неодноразово вносились на розгляд парламенту, зазвичай, проросійськими політиками, такими як Царьков, Колесніченко та Журавський. В 1991 році Україна першою з колишніх республік СРСР скасувала кримінальне переслідування гомосексуалів.
Разом з тим, повалення радянського режиму відкрило шлях для відродження в Україні церковного життя. УПЦ МП негативно ставиться до пропаганди гомосексуальності та неодноразово висловлювала свій протест щодо можливості проведення гей-парадів в Україні.
Із засудженням пропаганди гомосексуальності неодноразово виступали й громадські організації. Так, 2003 року в Києві було започатковано громадський рух «Любов проти гомосексуальності», активісти якого виступають за традиційні сімейні цінності і заборону на «всяку діяльність фізичних та юридичних осіб, яка пропагує або захищає одностатеві сексуальні відносини».
В Україні досі не прийнятий закон про захист сексуальних меншин від дискримінації, попри заклики міжнародної організації Amnesty International і вимоги ЄС для підписання Асоціації з Європейським Союзом, які, слід зазначити, не вимагають «легалізації одностатевих шлюбів» як це інтерпретував минулий член уряду — Микола Азаров. Деяка частина українців вважає, що такі законопроєкти руйнують сімейні цінності в Україні.

### Росія
У російському законодавстві пропаганда ненависті до соціальної групи є порушенням закону. Відповідальність за це встановлена ст. 136 і ст. 282 Кримінального кодексу Росії. У 2005 році стверджувалося, що «випадки кримінального переслідування за пропаганду ненависті рідкісні й майже ніколи не приводять до реального покарання»
Коли в травні 2008 року губернатор Тамбовської області Олег Бетін публічно заявив, що «гоміків треба рвати і за вітром кидати їх шматки!», місцевий відділ Слідчого комітету при прокуратурі відмовив у порушенні кримінальної справи за ст. 282 КК РФ, заявивши, що, на думку експертів відділу, «гомосексуалісти не є соціальною групою». Академік РАО Ігор Кон охарактеризував такий висновок як «результат соціологічної безграмотності» і пояснив, що геї «усюди визнаються соціально-сексуальної групою, а якщо вони починають боротьбу за свої громадянські права, то набувають також статус соціально-політичної групи».
У Росії єдиною людиною, що має офіційне прокурорське попередження за гомофобську діяльність, є Альберт Гаямян, адвокат, директор Краснодарського крайового правозахисного комітету «Презумпція», редактор газети «Поліція моралі», член Всеслов'янської спілки журналістів, автор-виконавець пісень в стилі «шансон» під псевдонімом Грубіян.

### Норвегія
Першою країною в історії, що включила 1981 року в свій Кримінальний кодекс положення, яке встановлює покарання за пропаганду ненависті щодо сексуальних меншин, стала Норвегія. Поправка до законодавства передбачала покарання у вигляді штрафу або тюремного ув'язнення терміном до двох років за публічне поширення загроз, образ та закликів до ненависті або переслідування групи або окремих осіб за ознакою гомосексуальної орієнтації.

### Данія
1 липня 1987 року набрала чинності поправка до данського Кримінального кодексу, що встановлює покарання за «умисне публічне поширення загрозливої, що висміює або образливу інформацію» за ознакою сексуальної орієнтації у вигляді «штрафів, арештів або тюремного ув'язнення терміном до двох років».

### Ірландія
Прийнята 1989 року в Ірландії «Постанова про заборону розпалювання ненависті» встановлює покарання у вигляді штрафу або тюремного ув'язнення терміном до двох років за публікацію чи розповсюдження матеріалів, а також усних висловлювань або дій, що загрожують, ображають або мають на меті розпалювання ненависті за ознакою сексуальної орієнтації.

### Нідерланди
1992 року набули дії поправки до Кримінального кодексу Нідерландів, що забороняють «розпалювання ненависті, заклики до дискримінації чи насильства стосовно групи людей за ознакою сексуальної орієнтації». Покарання також встановлюється за публічні дискримінаційні висловлювання або підбурювання до дискримінації (ст. 137c, d, e і f Кримінального кодексу Нідерландів).
Незабаром після свого призначення на посаду єпископа провінції Гронінген восени 1999 року, католицького священника Віллема Якобуса Ейка (Willem Jacobus Eijk)  критикували колеги, а також нідерландська громадська організація геїв і лесбійок «Центр культури та відпочинку» («Cultuur en Ontspannings-Centrum») за антигомосексуальні висловлювання на лекціях, які священник читав студентам в католицькій семінарії. Ейк стверджував, що «гомосексуалів потрібно направляти до психологів для лікування невротичного розладу», а також заявляв, що «гомосексуали нездатні до довгострокових відносин і що їх відносини зводяться до взаємної мастурбації». На думку священика, «потурання гомосексуалам з боку церкви в їхній невротичній поведінці було б смертельною помилкою». В процесі розслідування єпископу вдалося довести, що він виражав не свою особисту, а релігійну точку зору, тому до відповідальності він притягнутий не був.

### Австралія
2 березня 1993 року набрала чинності поправка в антидискримінаційне законодавство штату Новий Південний Уельс (Австралія), яка забороняє публічне розпалювання ненависті, презирства або висміювання групи людей або окремих представників по ознакою гомосексуальной орієнтації. Виняток становить інформація, публічно поширювана в освітніх, мистецьких, релігійних, наукових або інших цілях в інтересах громадськості, включаючи дискусії та обговорення подібних публічних дій.
10 грудня 1999 року аналогічний закон був схвалений парламентом Тасманії. Однак у цьому законі не робиться винятків для переслідування за розпалювання ненависті до представників ЛГБТ-спільноти, крім захисту інтересів «особливих груп з ущемленими правами». Прийняття закону не зустріло опору в минулому активних антигомосексуальних угруповань Тасманії, серед яких була Ліберальна партія, що вимагали смертної кари для гомосексуалів.

### Ісландія
У січні 1996 року парламент Ісландії прийняв поправку до Кримінального кодексу, що встановлює покарання за публічні дії, що ображають, принижують, ганьблять або обмовляють групу людей або окремих представників за ознакою сексуальної орієнтації.

### Люксембург
7 серпня 1997 року набрала чинності поправка до Кримінального кодексу Люксембургу, що встановлює покарання у вигляді штрафу або тюремного ув'язнення терміном від одного місяця до двох років за розпалювання ненависті до фізичної особи, групи осіб або до корпоративної організації за ознакою сексуальної орієнтації. Для осіб, які вчинили дане порушення і які перебувають на державній службі, закон наказує збільшення терміну тюремного ув'язнення від 3 місяців до 3 років і збільшення розміру штрафу в три рази.

### Швеція
1 січня 2003 року вступила в дію поправка до конституції Швеції, яка забороняє пропаганду ненависті, засновану на неприязні до сексуальної орієнтації, включаючи гетеросексуальну, гомосексуальну і бісексуальну орієнтацію. Поправка була прийнята в другому читанні. Консервативні релігійні групи висловили своє побоювання, що вона значно обмежить свободу слова та віросповідання.
29 червня 2004 року пастор — п'ятдесятник Оке Грен був звинувачений в пропаганді ненависті до гомосексуалів під час церковної служби, що проходила 20 липня 2003 року в місті Боргхольм. У своїй проповіді пастор порівнював гомосексуальність з «раковою пухлиною, що глибоко розрослася в суспільстві», а також стверджував, що геї не можуть бути християнами і що можливе лікування від гомосексуальності за допомогою молитви. Окружний суд засудив пастора до 30 днів тюремного ув'язнення. Рішення суду викликало широкий громадський резонанс в релігійних громадах і групах як у Швеції, так і за її межами. Наступний розгляд справи в апеляційному суді призвів до скасування вироку. Суд постановив, що рішення про покарання суперечило Європейської конвенції з прав людини.

### Канада
29 квітня 2004 року Канадська Палата Громад прийняла закон (Bill C-250), що забороняє пропаганду гомофобії. Свен Робінсон, член Парламенту від партії «Нові демократи», запропонував додати сексуальність в список обмежень закону, що забороняє публічне вираження ненависті в промовах, публікаціях, по радіо і телебаченню. Голосування пройшло з результатом: 141 — «за» і 110 — «проти».
На відміну від шведського закону, в тексті закону Канади особливо обмовляється, що переслідування за вираз ненависті до гомосексуалів в публічних промовах не зазнають ті, хто використовує для них релігійні тексти або переконання. Незважаючи на це, прийняття закону викликало негативну реакцію серед консервативно налаштованих релігійних груп.

### Франція
22 грудня 2004 року верхня палата Сенату Франції прийняла новий закон проти дискримінації, що забороняє публічні сексистські і антигомосексуальні висловлювання. Закон передбачає покарання за провокацію ненависті або жорстоких дій за статевою ознакою або сексуальної орієнтації у вигляді тюремного ув'язнення строком на один рік і штрафу в розмірі 45 000 євро ($ 60 000).
Обговорення цього законопроєкту почалося після того, як у передмісті Руана молодого гея було облито бензином і підпалено, в результаті чого він отримав значні опіки тіла. Однак, незважаючи на це, Римська католицька церква Франції виступила проти закону, розцінивши його як перешкоду для протистояння легалізації одностатевих шлюбів.
У 2009 році мусульманський футбольний клуб «Creteil Bebel» відмовився грати з паризьким футбольним клубом геїв «Paris Foot Gay».

### США
В США антигомосексуальна агітація не заборонена законом, незважаючи на те, що гомосексуальність в цій країні не утворює складу злочину. Спроби заборонити подібну пропаганду в США суперечать першій поправці до Конституції, що гарантує свободу слова. Тим не менш, в деяких середніх школах США діє, наприклад, спеціальне положення про дрес-код, яке забороняє носити одяг з написами, які можуть бути образливими для будь-якої групи учнів. Так, в квітні 2006 року тринадцять учнів в школі міста Оукмонт були відсторонені шкільною адміністрацією від навчання за носіння футболок з написами «Гомосексуальність — це гріх».
Раніше, в 2004 році адміністрація школи міста Поуей (Південна Каліфорнія) відсторонила від навчання учня на ім'я Тайлер Чейз Харпер (Tyler Chase Harper) за відмову зняти майку з написом, яка стверджувала спереду: «Соромтесь, наша школа приймає те, що відкидає Бог», а ззаду: «Гомосексуальність — це ганебно». Харпер подав до суду на школу з вимогою визнати дрес-код незаконним, однак окружний суд не задовольнив цей позов.
8 лютого 2007 року Сенат штату Айова схвалив прийняття білля про недопущення в школах цькування (фізичного чи психологічного тиску щодо дитини з боку групи однокласників). В тексті білля, крім статі, віку, раси, віросповідання та інших ознак, значиться також і сексуальна орієнтація. Закони про заборону цькування в школах діють у 27 штатах США [Архівовано 26 грудня 2019 у Wayback Machine.].

### Південна Африка
У лютому 2000 року парламент Південної Африки прийняв законопроєкт сприяння рівності та запобігання несправедливої дискримінації, яка забороняє мову ненависті на основі будь-якої з конституційно заборонених підстав, в тому числі сексуальної орієнтації. Визначення ненависті включає мова, яка призначена для «просування або поширювання ненависті».

### Японія
У Японії немає антигомосексуальної агітації, а права гомосексуалів захищаються державою, хоча вік згоди в гомосексуальних стосунках там вище, ніж в гетеросексуальних. В Японії ненасильницькі гомосексуальні відносини історично не вважалися протиприродними, ставши частиною японської культури і популярною темою японських художніх творів.
Для Японії, на відміну від Заходу і Сходу, природні гомосексуальні відносини між підлітками та молодими людьми обох статей. Стосунки можуть включати дарування подарунків, поцілунки між дівчатками і дотики, які в інших країнах вважалися б занадто сексуальними. Одруження з особою протилежної статі і народження дітей доводить в Японії, що людина стала дорослою. Таким чином, одружені або заміжні гомосексуали(ки), навіть маючи коханців однієї статі, не будуть дискриміновані.

### Інші країни
В деяких, переважно мусульманських, країнах світу, де гомосексуальність як і раніше розцінюється як кримінальний злочин, антигомосексуальна агітація і навіть насильство не зустрічають протидії з боку держави, а іноді заохочуються нею. Зокрема, в розвинених країнах світу широкий громадський резонанс викликала публічна страта 19 липня 2005 року іранських підлітків Махмуда Асгарі і Айаза Мархоні, звинувачених в гомосексуальному контакті. Офіційне звинувачення також наголошувало, що підлітки викрали і зґвалтували 13-річного хлопчика, а також викрали його велосипед. Однак, деякі спостерігачі вважають, що сексуальний контакт був добровільним, а звинувачення в зґвалтуванні не відповідає дійсності через те, що батько хлопчика є високопоставленим державним чиновником. Ім'я хлопчика і його батька не розголошуються.
До смертної кари засуджують гомосексуалів в Судані, Сомалі, Саудівській Аравії. В Об'єднаних Арабських Еміратах за гомосексуальну поведінку встановлений 14-річний термін тюремного ув'язнення, в Брунеї — 10-річний, в Таджикистані — 3 роки. В Малайзії звинувачення в гомосексуальній поведінці використовують для переслідування політичних опонентів.
В деяких немусульманських країнах, суспільство яких високорелігійне, гомосексуальність також протизаконна. Незважаючи на релігійність суспільства в Ізраїлі, гомосексуали там не переслідуються в кримінальному порядку, однак антигомосексуальна агітація не заборонена. На даний момент в Ізраїлі існує закон, за яким громадяни Ізраїлю, які уклали за кордоном одностатевий шлюб, розглядаються на батьківщині як повноцінні подружжя і володіють правами, ідентичними різностатевим подружжям.
З 2009 року в Індії гомосексуальні відносини більше не вважаються злочином. До цього громадянин Індії, який вступив в гомосексуальні відносини з іншою людиною, міг бути засуджений до 10 років тюремного ув'язнення.

## Критика
Девід Марр (David Marr), колишній ведучий програми «Огляд ЗМІ» («MediaWatch») телекомпанії ABC, переконаний, що сексуальні меншини в довгостроковій перспективі досягли б більшого, якби подібні закони про заборону пропаганди ненависті були б скасовані. Він стверджує, що абсолютна свобода слова, навіть якщо б вона включала в себе вільне вираження ненависті і образ, в минулому допомагала багато чого досягти і дозволила б це зробити в майбутньому.
Адвокат Персі Братт, що є головою Гельсінського комітету з прав людини і захищав у суді шведського пастора-п'ятидесятника Оке Грена в справі про пропаганду ненависті до гомосексуалів, стверджує, що «формулювання закону досить поверхове, так що насправді межі його застосовності визначає суд». Говорячи про вирок, винесений судом, Братт уточнює, що «при застосуванні цього закону суд повинен винести таке рішення, яке б збалансувало права гомосексуалів, право на свободу віросповідання і право на свободу слова. В даному випадку ми заявляємо, що суд прийняв незбалансоване рішення». Сам пастор в своє виправдання стверджував, що нічого особистого проти гомосексуалів не має і що «лише проповідував любов до Христа. Я говорю слова Бога. Мій обов'язок як проповідника говорити те, що написано в Біблії. Коли хтось живе неправильним життям не по Біблії, я повинен про це говорити». Також наприкінці проповіді пастора, надрукованій в місцевій газеті Боргхольм і що стала предметом позову, говорилося, що «людям, які живуть під владою сексуальної аморальності, потрібна всепоглинаюча благодать. Вона існує. Тому ми закликаємо тих, хто живе подібним життям, побачити милість Ісуса Христа. Нам не можна засуджувати цих людей. Ісус ніколи нікого не принижував. Він пропонував людям милість».
Міркуючи про доцільність проведення гей-параду в Тюмені, начальник міського відділу по роботі з громадськими організаціями Ігор Пахомов в серпні 2005 року висловив переконання, що «в Росії немає жодного закону, в якому були б якісь дискримінаційні заходи щодо секс-меншин». Пахомов вважає, що необхідності в правозахисних заходах для ЛГБТ-спільноти не існує. «Я не знаю, що вони захищати хочуть», — каже він.

## Антигомосексуальна агітація в суспільстві і політиці
Автори досліджень антигомосексуальної суспільної діяльності і ролі в ній політики, говорять про «політичну гомофобію», порівнюючи її з ксенофобією, расизмом і іншими проявами нетерпимості, а щодо деяких країн, і з апартеїдом.
«Мають місце заклики лідерів громадської думки до обмеження ЛГБТ у своїх правах. Раніше значна частина людей індиферентно ставилася до ЛГБТ. А оскільки спільнота стає більш видимою частиною суспільства, то думка суспільства поляризується», — заявив один з лідерів ЛГБТ-руху в Україні — Святослав Шеремет у коментарі bbc.ua.
2014 року антигомосексуальна діяльність у східних областях України набула особливого розмаху в терористичних угрупованнях «ДНР» та «ЛНР». Така діяльність проявляється як у конкретних діях, так і у агітаційних або пропагандистських цілях. Так, у ніч з 7 на 8 червня терористи з ДНР скоїли напад на гей-клуб «Вавилон» у Донецьку, а згодом у ЗМІ було оприлюднено інформацію про введення кримінальної відповідальності, аж смертної кари, за гомосексуальні відносини в «ЛНР» та «ДНР». На початку 2015 року у ЗМІ було оприлюднено оголошення, розміщене у захопленій бойовиками «ДНР» Донецькій облдержадміністрації про заборону куріння жінкам з формулюванням: «Куріння жіночій статі заборонено. Жінка, що палить, ризикує народити гея» (рос. Курение женскому полу запрещено. Курящая женщина рискует родить гея).

## Обмеження прав і свобод

### Україна
12 грудня 1991 року парламент України скасував покарання за добровільні гомосексуальні контакти, залишивши чинними положення КК України, що передбачали покарання за насильницький гомосексуальний акт або у відношенні неповнолітніх. Редакція Кримінального кодексу від 2001 року, явного згадування гомосексуальності не містить взагалі. В цій редакції установлено також рівний як для гетеро-, так і гомосексуальних контактів вік дозволительного вступу в сексуальні відносини (так званий вік згоди) — 16 років.
Незважаючи на те, що добровільна гомосексуальна поведінка більш не є складом злочину в Україні, ЛГБТ залишаються об'єктом соціально-політичних і релігійних лозунгів, а деякі громадські і політичні діячі як і раніше розцінюють гомосексуальність, як злочинне або небезпечне з точки зору збереження стабільності в суспільстві і вдаються до різного роду дискримінаційних заходів проти представників ЛГБТ-спільноти.
15 вересня 2007 року громадський рух «Любов проти гомосексуальності» виступила з ініціативою установити карну відповідальність за пропаганду і популяризацію гомосексуальної поведінки. На їхню думку, такі дії загрожують національній безпеці України. Це звернення було направлено суб'єктам законотворчої ініціативи — Президенту, прем'єр-міністру і народним депутатам України.
5 жовтня 2007 року в Києві відбувся марш під гаслом «За моральну чистоту українського суспільства», який організувала релігійна організація «Посольство благословенного Царства Божого для всіх народів». Близько 500 чоловік пройшли від центрального майдану Києва до адміністрації Президента України і передали голові країни декларацію, в якій вони вимагали законодавчо обмежити публічну діяльність сексуальних меншин.
У 2011—2013 роках в Україні пройшла низка акцій протесту громадськості із закликами до політиків та органів влади про недопущення внесення в українське антидискримінаційне законодавство норми про заборону дискримінації за ознакою сексуальної орієнтації в сфері трудових відносин. Такі заклики знайшли відображення у зверненнях громадських організацій, української православної церкви та релігійних організацій та об'єднань, політичних партій і окремих політичних діячів. Інші депутати намагалися обмежити свободу вираження, введенням на законодавчому рівні маркування ЛГБТ-тематики в публікаціях, як порнографічну пропаганду.

### Росія
27 травня 1993 року набрала чинності поправка до Кримінального кодексу РФ, що скасовує кримінальне покарання за добровільні гомосексуальні стосунки між повнолітніми людьми. Новий Кримінальний кодекс, чинний з 1997 року, передбачає покарання лише за насильницькі дії гомосексуального характеру (ст. № 132 УК РФ) і за статевий контакт, в тому числі гомосексуальний, з особою, яка не досягла 16 років (ст. № 134 КК РФ).
- Навесні 2002 року фракція «Народний депутат» внесла на розгляд Державної Думи законопроєкт про відновлення кримінального покарання за мужолозтво в цілях зміцнення здоров'я нації. Кампанія депутата Райкова широко висвітлювалася у пресі та на телебаченні. Комітет Державної Думи по законодавству рекомендував відхилити цей законопроєкт як такий, що суперечить ст. 23 Конституції РФ і зазіхає на недоторканність приватного життя, особистої і сімейної таємниці[98]. Проєкт був відхилений 294 голосами «проти» при 58 голосах «за».
- Неодноразово проводилися акції, метою яких були намагання заборони в Росії культурних заходів, які є пропагандою «содомського гріха». Засудження зазнав показ вистави Романа Віктюка «Саломея»[99], концерти Бориса Моїсеєва[100][101][102], «Нічні снайпери», Діана Арбеніна, Світлана Сурганова і співачка Земфіра[103]
- Головний редактор газети «Московскіє новості» Віталій Третьяков під псевдонімом «Іван Здравомислов» [Архівовано 17 жовтня 2007 у Wayback Machine.] 23 червня 2006 року опублікував статтю під назвою «Злочин проти генофонду людства», в якій закликав заборонити гомосексуалам займати посади «у сферах, де їх девіація може чинити негативний вплив»: в освіті, армії, медицини і на державній службі. За приховування даних про орієнтацію автор пропонував ввести серйозну кримінальну відповідальність[104].

Попри закони, що «забороняють пропаганду гомосексуальності в Росії», Конституційний Суд РФ у 2014 році визнав право ЛГБТ-спільноти на проведення публічних заходів та дискусій.

### Білорусь
- 4 квітня 2005 року депутат парламенту Білорусі Віктор Кучинський в процесі обговорення проєкту декрету «Про деякі заходи щодо запобігання торгівлі людьми» заявив: «Моя позиція як депутата така: всіх цих „блакитних“ та інших треба по повній програмі валити[106]». Депутат запропонував ввести кримінальну відповідальність за добровільні гомосексуальні стосунки. Міністр внутрішніх справ Білорусі Володимир Наумов прокоментував цю заяву тим, що правоохоронні органи «поки не стикалися з фактами насильницьких дій по відношенню до чоловіків» і що «як правило, це відбувається по обопільній домовленості, і ми не хотіли б так глибоко вторгатися в цю сферу»[107].

## Створення та підтримка негативних стереотипів
В ході деяких суспільно-політичних акцій, спрямованих проти зусиль ЛГБТ-спільноти з набуття всієї повноти громадянських прав, лідери цих акцій в своїх промовах концентруються виключно на негативних стереотипах про гомосексуалів і цілеспрямовано створюють їх негативний імідж. Британський психотерапевт Домінік Дейвіс підтверджує, що «відхилення від […] норм і правил розглядається суспільством як прояв неадекватності представників меншин. […] Суспільство також формує оцінні стереотипи. Приклад цього — відмова суспільства лесбійок та геїв у праві створювати сім'ю і подальший докір у тому, що вони нібито нездатні до глибоких інтимних стосунків і схильні до проміскуїтету. Поступаючи так, суспільство проєктує на меншини свої тіньові якості. […] Лесбйки і геї сприймаються суспільством як люди, нездатні контролювати свої сексуальні імпульси, схильні до розпусних дій і небезпечні для оточення, спокушали малолітніх для того, щоб схилити їх до гомосексуальності».

### Спотворення фактів і неправдива інформація
- «Серед гомосексуалів дуже високий відсоток захворюваності СНІДом» — за статистикою центру ЄвроВІЛ[fr], картина з ВІЛ-інфекцією істотно відрізняється в залежності від регіону. Так, в Австралії у 2001—2006 роках головним шляхом передачі ВІЛ-інфекції були статеві контакти між чоловіками: серед осіб, у яких був виявлений ВІЛ, 64 % виявилися чоловіками, що практикували гомосексуальні контакти; в 19 % інфікування відбулося при гетеросексуальних контактах[109]. Насправді ж, основним шляхом інфікування (57 %) в Західному регіоні Європи є гетеросексуальні контакти, причому для 15 країн цього регіону істотну роль відіграють іммігранти з країн Африки (частка таких мігрантів серед нових виявлених випадків зараження гетеросексуальним шляхом у 2004 році склала в Швеції і Бельгії — 70,5 %, в Німеччині — 57 %, у Великій Британії — 54,5 %). Гомосексуальні контакти в Західному регіоні стоять на другому місці за значимістю (31 % нових випадків у 2004 році). Виняток становлять Данія, Німеччина, Греція і Нідерланди — там гомосексуальний спосіб передачі ВІЛ є основним. У Східному регіоні Європи основний шлях передачі ВІЛ (майже 2/3 нових випадків) — це внутрішньовенне вживання наркотиків, гетеросексуальні контакти — 1/3 від усіх випадків і лише 1 % — гомосексуальних контактів. Звіт ЄвроВІЛ відзначає, що слідом за періодом різкого зростання з 1995 по 2001 рік число нових випадків зараження ВІЛ на Сході стало знижуватися, проте одночасно з цим збільшується роль передачі інфекції при гетеросексуальних контактах[110]. Дані бюлетеня підтверджуються статистикою Центрів з контролю і профілактики захворювань і NCHHSTP[en], де стверджується, що поширення ВІЛ у США серед ЧСЧ в 44 рази вище за аналогічний показник серед інших чоловіків, а поширення сифілісу серед ЧСЧ — вище в 46 разів, ніж серед решти чоловіків[111].
- «Гомосексуальність заважає багатьом по-справжньому талановитим людям» — більшість знаменитих і популярних творчих особистостей, які є геями і лесбійками, говорять про те, що в творчості їм заважає не орієнтація, а її переслідування з боку суспільства, як, наприклад, письменнику Оскару Уайльду і математику Алану Тьюрингу, засудженим за кримінальною статтею за мужолозтво, а також танцівнику балету Рудольфу Нурієву, якому довелося покинути батьківщину через переслідування КДБ за його орієнтацію[112].
- «Геями не народжуються, ними стають!»- Науковими дослідженнями конкретна причина формування гендерної ідентичності не встановлена. Дослідники стверджують, що на цей процес впливає складна і не до кінця вивчена сукупність генетичних, допологових і післяпологових чинників, а популярна гіпотеза про те, що причина формування гомосексуальної ідентичності полягає тільки в неправильному вихованні чи розподілі ролей батьків, не підтверджується: діти, виховані в одностатевих парах, де традиційний поділ батьківських ролей на жіночі й чоловічі не дотримується, не стають гомосексуалами частіше у порівнянні з однолітками, що виросли у різностатевих батьків[113].
- «Кохання гомосексуала спрямоване на себе», «Одностатевого кохання не буває!» — італійська письменниця Лаура Лауренція присвятила свою роботу під назвою «Вільні любити» відносинам серед відомих одностатевих пар. В ній, зокрема, друг Джанні Версаче, Антоніо Д'Аміко, зізнається: «Ми жили в сьогоденні шлюбі, і мені відомі чудові історії любові між представниками однієї статі. Дуже шкода, що їх доводиться приховувати, соромитися їх». Автор також зачіпає багаторічні відносини в інших стабільних парах відомих геїв: між співаком Елтоном Джоном і Девідом Фернішем, танцівниками Рудольфом Нурієвим і Еріком Бруном. Як приклад автор наводить ставлення дружини президента США Франкліна Рузвельта Елеонори Рузвельт і журналістки Лорени Хіккок, що тривали майже 30 років[114]. Іншими відомими одностатевими парами, що не приховують свої довготривалі відносини, є дизайнер-модельєр Том Форд і редактор журналу Vogue Річард Баклі[115], а також співак Джордж Майкл і його партнер Кенні Госс, котрі познайомилися у 1997 році[116]. Близькі стосунки між дизайнерами-модельєрами Домініко Дольче і Стеффано Габбана тривали майже 15 років[117].
- «Позбавлення від гомосексуальності можливо!» — Офіційна, в тому числі українська, психіатрія, більше не підтримує думку про можливість зміни сексуальної орієнтації на даному етапі розвитку медицини. Зокрема, Тетяна Дмитрієва, директор «Центру соціальної та судової психіатрії імені В. П. Сербського», академік РАМН, доктор медичних наук, професор, в роботі «Керівництво по судовій психіатрії» (2004) пише: «Не відомо жодного випадку, щоб психіатричне або медикаментозне лікування в цій області мало позитивний результат. Сексуальні, чуттєві, емоційні переживання людини штучно незмінні». Також достовірність результатів наукового дослідження д-ра Роберта Шпітцера[118], що аналізував можливість «подолання» гомосексуальної орієнтації за допомогою репаративної терапії і який установив, що «аномально релігійні» пацієнти «з високою мотивацією» можуть «знайти задовільні гетеросексуальні функції», зазнала різнобічної критики колег, а самі результати не підтвердилися в ході подальших розвідок[119].

Консенсус серед більшості психотерапевтів і психологів полягає в тому, що змін зазнає лише сексуальна поведінка, а не орієнтація.
Леопольд Озоліньш, депутат Сейму Латвії від Союзу «зелених» і селян, у своїй заяві проти гей-параду в Ризі у 2006 році стверджував:
- «Гомосексуальність сприяє педофільним злочинам» — дослідники стверджують, що сексуальну орієнтацію педофілів важко якимось чином строго класифікувати. Грегорі Херек, професор психології в Каліфорнійському університеті в Девісі, каже, що як такої орієнтація дорослої людини у них не розвинена або вона знаходиться в зародковому стані, а їх потяг до дітей виникає через «застрявання» в певній ранній стадії психосексуального розвитку. Тим не менше, тільки в 2-х із 269 випадків розбещення малолітніх, насильник був геєм чи лесбійкою, тобто менш як 1 % (Carole Jenny, 1994). Інше дослідження 175 педофілів показує: 47 % з них мали «сексуальну зацикленість на дітях незалежно від їхньої статі», 40 % класифікувалися як люди з «регресивною гетеросексуальністю», 13 % — з «регресивною бісексуальністю». Ніхто з піддослідних не мав виключно гомосексуальну орієнтацію (Groth & Birnbaum, 1978). Інше дослідження методом пенильної плетизмографії (вимірювання тиску крові в статевих органах) фіксувало реакцію двох груп гомосексуальних і гетеросексуальних чоловіків на демонстрацію їм еротичних і нейтральних фото й аудіоматеріалів за участю дітей, а потім порівнювалися рівні збудження двох груп випробовуваних. Було встановлено, що значної різниці між реакціями груп знайти не вдається (Freund, 1989). Таким чином, Грегорі Херек доходить висновку: в роботах різних дослідників і різних років різними методами отримані повторювані результати про відсутність внутрішнього зв'язку педофілії та гомосексуальності, що відповідає принципам наукової достовірності[121].